# Cosmophasis umbratica
Cosmophasis umbratica é uma espécie de aranha-saltadora que pode ser encontrada da Índia à Sumatra.
Eles são mais frequentemente vistos em plantas expostas à luz solar durante a manhã e no início da tarde.
Os machos têm marcas iridescentes complexas no cefalotórax dorsal e lateral, e no fêmor lateral de todas as pernas e linhas brancas prateadas no abdômen; enquanto as fêmeas têm cefalotórax verde e um abdômen marrom, branco e preto.
C. umbratica mostra dimorfismo extremo quando visto sob luz UV: os machos refletem UV em todas as partes do corpo que são exibidas durante a interação intraespecífica, enquanto as fêmeas e os jovens não refletem UV. E é provável que C. umbratica usa isso na sinalização sexual. Um fenômeno semelhante é encontrado em algumas borboletas (por exemplo, várias espécies de Colias e Gonepteryx, ambas da família Pieridae).